# Castel Sant'Elia
Castel Sant'Elia est une commune italienne d'environ 2 550 habitants, située dans la province de Viterbe, dans la région Latium, en Italie centrale.

## Administration
| Période                                  | Période | Identité | Étiquette | Qualité |
| ---------------------------------------- | ------- | -------- | --------- | ------- |
|                                          |         |          |           |         |
| Les données manquantes sont à compléter. |         |          |           |         |

### Communes limitrophes
Civita Castellana, Fabrica di Roma, Faleria, Mazzano Romano, Nepi